# Bahnhof Sigulda
Der Bahnhof Sigulda wurde mit der Inbetriebnahme der Bahnstrecke Riga–Valga 1889 errichtet und erhielt den Namen Zēgevolde (deutsch Segewold). Mit der Gründung der lettischen Eisenbahngesellschaft Latvijas Valsts Dzelzsceļi 1919 wurde der Bahnhof in Sigulda umbenannt. Dieses erste Bahnhofsgebäude wurde im Laufe der Zeit durch drei weitere Gebäude ersetzt, so dass es insgesamt vier Bahnhofsgebäude gab.

## Ortsbeschreibung
Sigulda ist eine Stadt in Lettland, 53 km nordöstlich von Riga (lettisch Rīga) am Ostufer der Gauja. Die Region bezeichnet sich aufgrund der reizvollen Landschaft als Lettische Schweiz. Die Stadt hat eine bewegte Geschichte, war Sitz eines Fürstengeschlechtes und mit der Burg Segewold ein Stützpunkt des Schwertbrüderordens. Von 1878 bis 1881 ließ Gutsherr Fürst Dimitry Kropotkin ein Schloss im neogotischen Baustil errichten.
Sigulda ist als Wintersportgebiet bekannt, in dem Rodel- und Bob-Weltmeisterschaftsläufe ausgetragen wurden. Nur wenige Meter vom Bahnhof entfernt befinden sich am westlichen Stadtrand die Bob-Bahn, die Skisprungschanzen sowie das Biathlon-Stadion.

## Bahnhöfe

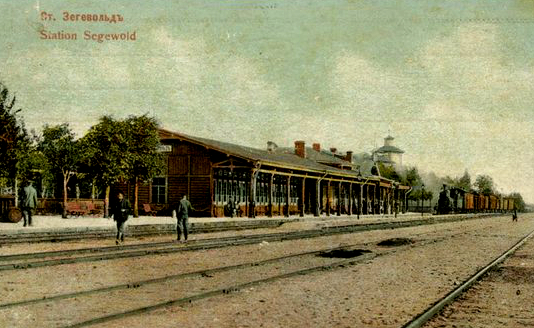
Bahnhof Segewold um 1914

Sigulda nahm seinen Aufschwung ab 1886, als der Bau der Eisenbahnstrecke Rīga–Pleskava über Valka begann. Dieses Projekt wurde ebenso von Fürst Kropotkin vorangetrieben.
Das erste Gebäude bestand bis zum Zweiten Weltkrieg und wurde im Laufe der Kriegshandlungen zerstört. Das zweite Gebäude wurde abgerissen, um das dritte zu bauen. Dieses dritte Bahnhofsgebäude wurde wie viele andere in Lettland von dem lettischen Architekten Pētera Federa (1868–1936) im klassizistischen Stil entworfen. Es wurde aus Travertin gebaut und galt nach seiner Inbetriebnahme im Dezember 1925 als das schönste Bahnhofsgebäude seiner Zeit in Lettland. Dieses Gebäude wurde im Zuge des Zweiten Weltkrieges 1944 zerstört.

Bahnhof Sigulda um 1926

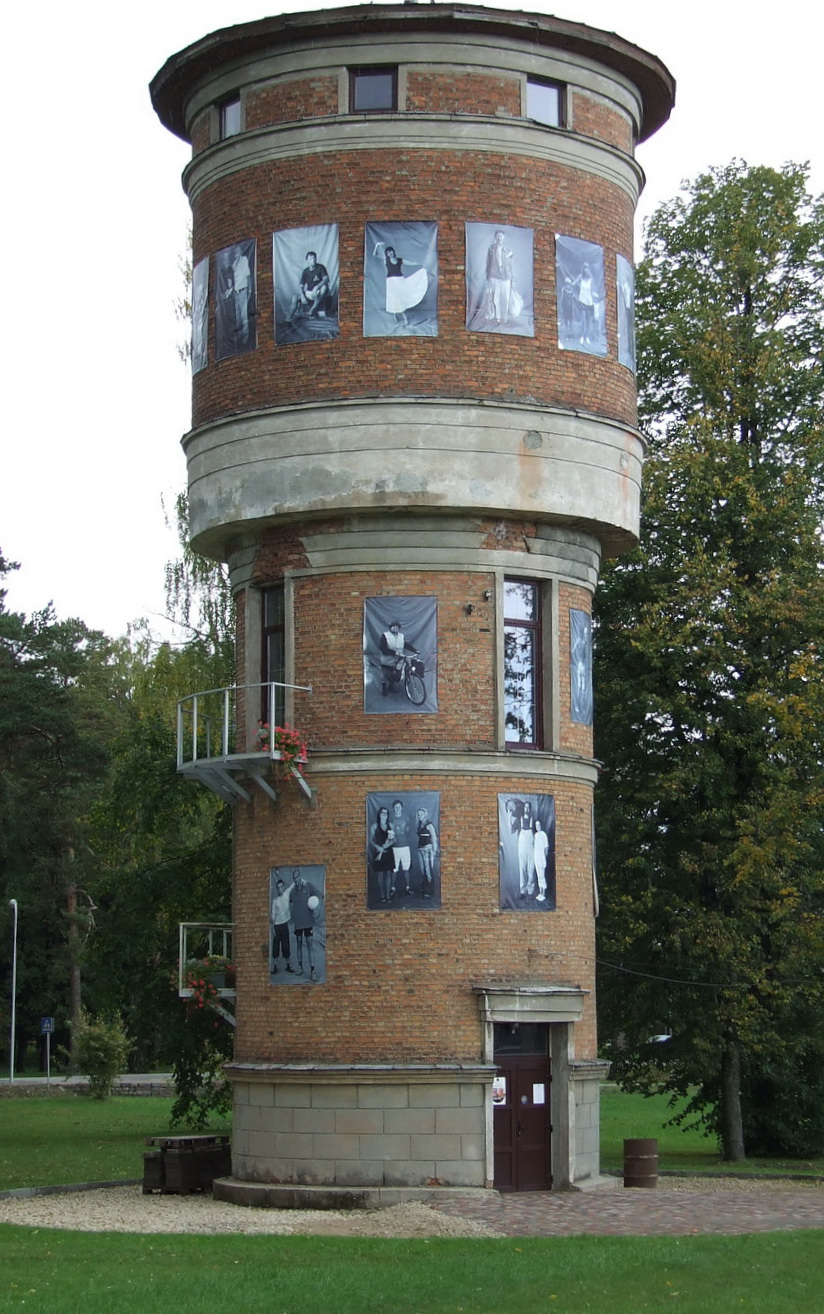
Alter Wasserturm

Der heutige vierte Bahnhof und der Wasserturm wurden 1951 gebaut. Dieser Wasserturm war in Betrieb, bis die Dampflokomotiven durch Diesellokomotiven ersetzt wurden. Nachdem der Turm über dreißig Jahre nicht mehr verwendet wurde, wurde er in ein modernes Kunst- und Kulturzentrum mit dem Namen „Siguldas tornis“ (Sigulda-Turm) umgebaut, das seither für eine Vielzahl von Ausstellungen vor allem von Künstlern aus Sigulda Verwendung fand.
2010 suchte die von dem deutschen Unternehmer Theodor Riegert gegründete lettische Schokoladenfabrik Laima für ihr 140-jähriges Jubiläum eine Stadt, für die am besten der Titel „Stadt der Liebe“ passen würde. Nach in einer Fernsehumfrage in der lettischen Bevölkerung entschieden sich die Einwohner Lettlands für Sigulda. Laima stellte für den Bahnhofsvorplatz von Sigulda eine von dem Designer Arvis Sproģis geschaffene Uhr zur Verfügung, ähnlich der, die 1924 von Laima in Riga aufgestellt wurde und dort bis heute ein beliebter Treffpunkt ist.
Weitere Verbesserungen ergaben sich 2011 durch die Sanierung des Bahnhofes, in dem die örtliche Polizeistation, ein Büro der Gemeindeverwaltung und die Touristinformation untergebracht wurden.
Gleichzeitig wurden die Bahnsteige auf 55 Zentimeter erhöht und erneuert, neue Verbindungswege gebaut, Informationstafeln und Sitzgelegenheiten aufgestellt, die gesamte Beleuchtung im Bahnhofsgebiet ersetzt, so dass der neu gestaltete Busbahnhof und der renovierte Bahnhof Sigulda am 1. September 2012 wieder ihrer Bestimmung übergeben werden konnten.

## Verkehr

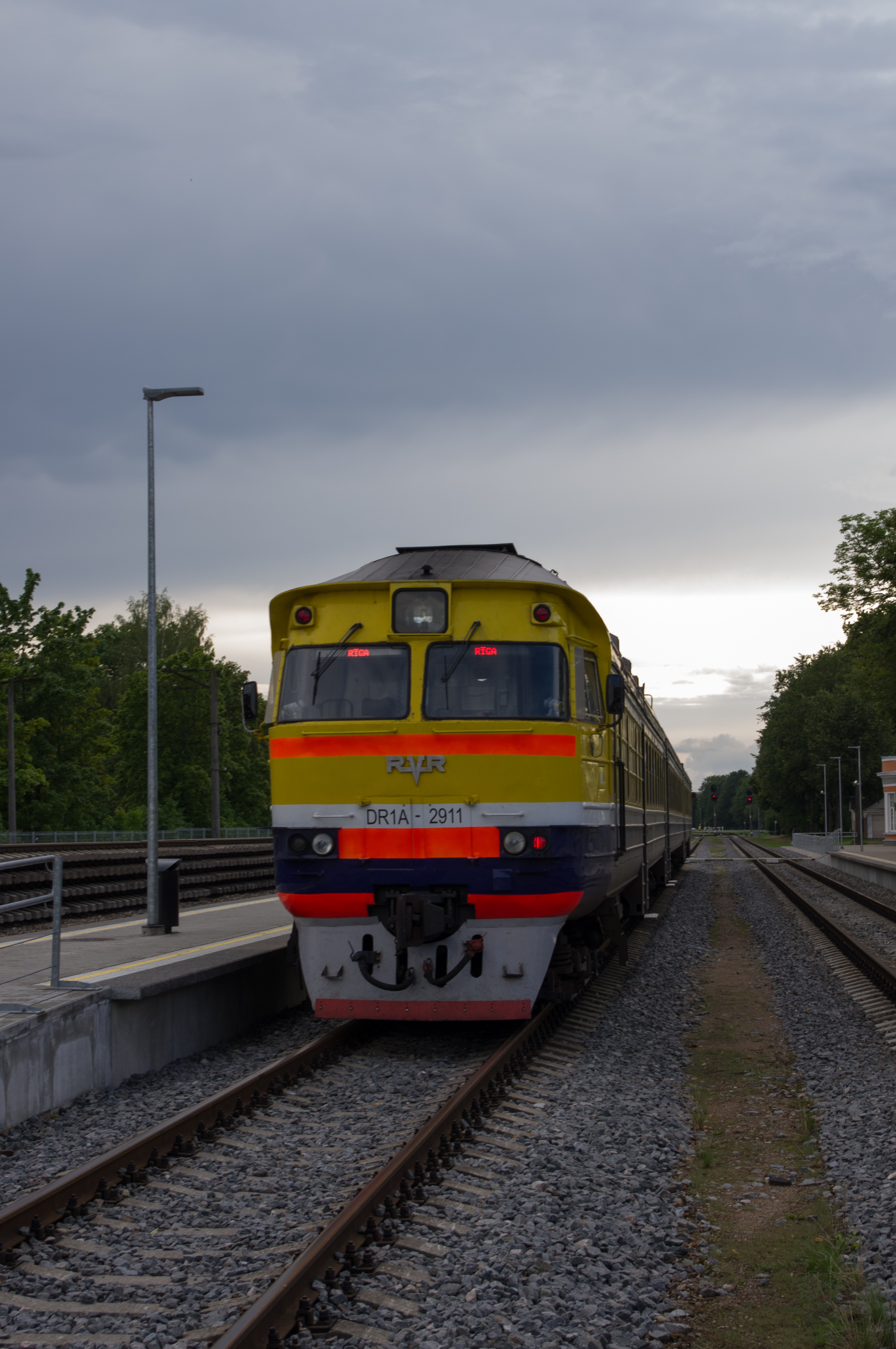
DR1A in Sigulda

In Sigulda halten alle Dieseltriebwagen der Strecke von der lettischen Hauptstadt Riga nach Valga in Estland. Im Fahrplan 2016 fuhren täglich fünf Zugpaare über Sigulda hinaus, davon drei über die lettisch-estnische Grenze nach Valga. Ein Zugpaar endete in Valmiera und eines fuhr nur bis Cēsis. Für vier weitere Zugpaare von Riga war Sigulda der Wendebahnhof, von wo aus ein umfangreiches Anschluss-Busangebot in die Region besteht.
2017 war Sigulda für sieben Zugpaare Endbahnhof, je zwei fuhren bis Valmiera und Valga.
Im Einsatz sind dreiteilige Dieseltriebwagen der Baureihe DR1AM. Diese Züge wurden ab 1973 bei Rīgas Vagonbūves Rūpnīca (Rigaer Waggonbaufabrik) als DR1A gebaut und sind in der Zwischenzeit in modernisierter Form unterwegs.
Im seit 1. April 2016 gültigen Entfernungssystem liegt der Bahnhof von Riga aus in der Zone C.